# Герои Социалистического Труда Чувашии
В настоящий список включены:

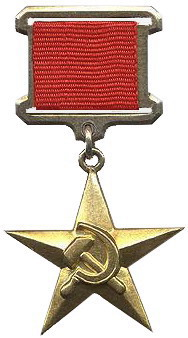
Золотая медаль «Серп и Молот»

- Герои Социалистического Труда (в том числе дважды Герои), на момент присвоения звания проживавшие на территории Чувашской АССР (ныне — Чувашской Республики), — 60 человек;
- уроженцы Чувашии, удостоенные звания Героя Социалистического Труда в других регионах СССР, — 18 человек;
- лица, лишённые звания Героя Социалистического Труда, — 1 человек.

Вторая часть списка может быть неполной из-за отсутствия данных о месте рождения ряда Героев.
В таблицах отображены фамилия, имя и отчество Героев, должность и место работы на момент присвоения звания, дата Указа Президиума Верховного Совета СССР, отрасль народного хозяйства, место рождения/проживания, а также ссылка на биографическую статью на сайте «Герои страны». Формат таблиц предусматривает возможность сортировки по указанным параметрам путём нажатия на стрелку в нужной графе.

## История
Впервые звание Героя Социалистического Труда в Чувашской АССР было присвоено Указом Президиума Верховного Совета СССР 19 марта 1948 года одиннадцати колхозникам за получение высоких урожаев пшеницы и ржи в 1947 году.
Подавляющее большинство Героев Социалистического Труда в республике приходится на работников сельского хозяйства — 44 человека (из них почти треть — на колхозников Кольцовского колхоза); химическая промышленность, строительство — по 3; лёгкая промышленность, транспорт — по 2; машиностроение, приборостроение, оборонная, электротехническая, деревообрабатывающая промышленность, образование — по 1.

## Лица, удостоенные звания Героя Социалистического Труда в Чувашии
| № | Фамилия, имя, отчество        | Даты жизни              | Деятельность                                                                      | Дата присвоения       | Отрасль | Место рождения   | ГС       |
| - | ----------------------------- | ----------------------- | --------------------------------------------------------------------------------- | --------------------- | ------- | ---------------- | -------- |
| 1 | Коротков Сергей Ксенофонтович | 25.10.1908 — 03.07.1961 | Председатель колхоза имени Сталина/имени Ленина Вурнарского района Чувашской АССР | 19.03.1948 18.04.1961 | сельхоз | Вурнарский район | [ ГС 1 ] |

| №  | Фамилия, имя, отчество                    | Даты жизни              | Деятельность | Дата присвоения | Отрасль        | Место рождения        | ГС        |
| -- | ----------------------------------------- | ----------------------- | --- | --------------- | -------------- | --------------------- | --------- |
| 1  | Акчурин Леонтий Николаевич                | 16.04.1933 — 18.07.1985 | Тракторист колхоза «Красный Октябрь» Комсомольского района Чувашской АССР | 08.04.1971      | сельхоз        | Комсомольский район   | [ ГС 2 ]  |
| 2  | Александров Анатолий Александрович        | 02.12.1938 — 16.11.2006 | Резьбошлифовщик Чебоксарского машиностроительного завода Министерства машиностроения для лёгкой и пищевой промышленности и бытовых приборов СССР, Чувашская АССР                  | 03.01.1974      | машиностроение | Цивильский район      | [ ГС 3 ]  |
| 3  | Алексеев Аркадий Алексеевич               | род. 09.09.1937         | Бригадир комплексной бригады строительного управления № 43 строительно-монтажного треста № 4 Чувашского территориального управления строительства Министерства строительства СССР | 03.04.1974      | строительство  | Новочебоксарск        | [ ГС 4 ]  |
| 4  | Андреев Евтихий Андреевич                 | 25.05.1912 — 04.06.1981 | Председатель колхоза «Знамя Труда» Моргаушского района Чувашской АССР | 30.04.1966      | сельхоз        | Моргаушский район     | [ ГС 5 ]  |
| 5  | Афанасьева Таисия Ивановна                | род. 18.08.1947         | Прядильщица Чебоксарского хлопчатобумажного комбината имени 60-летия СССР Министерства текстильной промышленности РСФСР, Чувашская АССР                                           | 13.12.1985      | легпром        | Цивильский район      | [ ГС 6 ]  |
| 6  | Ашанин Александр Данилович                | 23.07.1921 — 02.08.1994 | Бригадир ордена Ленина колхоза имени Сталина Вурнарского района Чувашской АССР | 19.03.1948      | сельхоз        | Вурнарский район      | [ ГС 7 ]  |
| 7  | Ашанин Василий Данилович                  | 13.01.1918 — 05.10.1963 | Бригадир ордена Ленина колхоза имени Сталина Вурнарского района Чувашской АССР | 19.03.1948      | сельхоз        | Вурнарский район      | [ ГС 8 ]  |
| 8  | Бурментьев Юрий Николаевич                | 10.12.1937 — 28.05.2014 | Аппаратчик Чебоксарского производственного объединения «Химпром» Министерства химической промышленности СССР, Чувашская АССР                                                      | 28.09.1981      | химпром        | Вурнарский район      | [ ГС 9 ]  |
| 9  | Васильева Евлалия Ивановна                | 10.08.1923 — 06.02.2017 | Главный агроном колхоза «Победа» Яльчикского района Чувашской АССР | 07.03.1960      | сельхоз        | Моргаушский район     | [ ГС 10 ] |
| 10 | Григорьева Валентина Степановна           | 17.07.1926 — 13.12.1972 | Колхозница колхоза «Дружба» Урмарского района Чувашской АССР | 13.07.1950      | сельхоз        | Урмарский район       | [ ГС 11 ] |
| 11 | Дмитриева Валентина Дмитриевна            | 16.09.1937 — 18.02.2019 | Доярка колхоза «Мотор» Канашского района Чувашской АССР | 06.09.1973      | сельхоз        | Канашский район       | [ ГС 12 ] |
| 12 | Долгов Михаил Герасимович                 | 13.11.1904 — 11.12.1985 | Председатель колхоза «Гвардеец» Батыревского района Чувашской АССР | 23.06.1966      | сельхоз        | Батыревский район     | [ ГС 13 ] |
| 13 | Доманин Александр Фёдорович               | 05.11.1923 — 25.06.2009 | Бригадир колхоза имени Сталина Вурнарского района Чувашской АССР | 13.07.1950      | сельхоз        | Вурнарский район      | [ ГС 14 ] |
| 14 | Дорофеева Лидия Якимовна                  | 15.05.1924 — 04.05.1990 | Бригадир Чебоксарского завода резинотехнических изделий Министерства оборонной промышленности СССР, Чувашская АССР                                                                | 28.07.1966      | оборонпром     | Козловский район      | [ ГС 15 ] |
| 15 | Елдырёва Татьяна Фёдоровна                | род. 23.01.1927         | Звеньевая ордена Ленина колхоза имени Сталина Вурнарского района Чувашской АССР                                                                                                   | 19.03.1948      | сельхоз        | Вурнарский район      | [ ГС 16 ] |
| 16 | Емельянов Георгий Иванович                | 01.01.1912 — 23.01.1969 | Бригадир колхоза имени Ворошилова Яльчикского района Чувашской АССР | 19.03.1948      | сельхоз        | Яльчикский район      | [ ГС 17 ] |
| 17 | Ерошина Елизавета Ефимовна                | 30.08.1927 — 24.08.1984 | Звеньевая ордена Ленина колхоза имени Сталина Вурнарского района Чувашской АССР                                                                                                   | 19.03.1948      | сельхоз        | Вурнарский район      | [ ГС 18 ] |
| 18 | Ефремова Александра Ефремовна             | 03.05.1925 — 01.08.2013 | Доярка совхоза «Большевик» Чебоксарского района Чувашской АССР | 08.04.1971      | сельхоз        | Новочебоксарск        | [ ГС 19 ] |
| 19 | Зайцев Василий Васильевич                 | 05.01.1912 — 18.10.1982 | Председатель колхоза имени Ворошилова Яльчикского района Чувашской АССР | 19.03.1948      | сельхоз        | Яльчикский район      | [ ГС 20 ] |
| 20 | Зиновьева Мария Зиновьевна                | 05.03.1929 — 29.08.1999 | Бригадир колхоза «Путь Ленина» Канашского района Чувашской АССР | 23.12.1976      | сельхоз        | Цивильский район      | [ ГС 21 ] |
| 21 | Зуева Антонина Михайловна                 | 10.02.1928 — 11.04.2021 | Звеньевая хмелеводческого звена совхоза «Волга» Козловского района Чувашской АССР                                                                                                 | 08.04.1971      | сельхоз        | Козловский район      | [ ГС 22 ] |
| 22 | Иванов Михаил Иванович                    | 21.09.1929 — 11.09.2011 | Бригадир монтажников строительно-монтажного управления № 29 строительного треста № 2 Министерства строительства СССР, Чувашская АССР                                              | 07.05.1971      | строительство  | Цивильский район      | [ ГС 23 ] |
| 23 | Иванова Нина Ивановна                     | 15.12.1933 — 24.02.2016 | Отделочница Шумерлинского завода спецавтофургонов Министерства лесной и деревообрабатывающей промышленности СССР, Чувашская АССР                                                  | 07.05.1971      | леспром        | Шумерлинский район    | [ ГС 24 ] |
| 24 | Каргин Николай Васильевич                 | 13.05.1932 — 23.07.2014 | Свинарь колхоза «Гвардеец» Батыревского района Чувашской АССР | 22.03.1966      | сельхоз        | Батыревский район     | [ ГС 25 ] |
| 25 | Колыванов Александр Александрович         | род. 20.03.1937         | Аппаратчик Чебоксарского химического комбината имени Ленинского комсомола Министерства химической промышленности СССР, Чувашская АССР                                             | 03.04.1974      | химпром        | *Ивановская область   | [ ГС 26 ] |
| 26 | Королёв Николай Александрович             | 09.05.1913 — 02.06.1999 | Фрезеровщик Чебоксарского электроаппаратного завода Министерства электротехнической промышленности СССР, Чувашская АССР                                                           | 08.08.1966      | электропром    | *Ярославская область  | [ ГС 27 ] |
| 27 | Кузьмин Иван Трофимович                   | 01.01.1923 — 21.03.2002 | Тракторист совхоза «Комбинат» Шумерлинского района Чувашской АССР | 11.12.1973      | сельхоз        | Шумерлинский район    | [ ГС 28 ] |
| 28 | Лёнин Александр Васильевич                | 04.08.1915 — 13.07.1984 | Председатель колхоза «Красный луч» Алатырского района Чувашской АССР | 23.06.1966      | сельхоз        | Алатырский район      | [ ГС 29 ] |
| 29 | Лукин Сергей Лукич                        | 04.09.1922 — 20.07.1990 | Председатель колхоза имени Мичурина Урмарского района Чувашской АССР | 23.12.1976      | сельхоз        | Урмарский район       | [ ГС 30 ] |
| 30 | Лукина Серафима Фадеевна                  | 18.06.1923 — 14.02.2009 | Телятница Чувашской сельскохозяйственной опытной станции, Цивильский район Чувашской АССР                                                                                         | 22.03.1966      | сельхоз        | Цивильский район      | [ ГС 31 ] |
| 31 | Миронов Николай Фёдорович                 | 10.12.1924 — 07.10.2014 | Бригадир колхоза «Россия» Комсомольского района Чувашской АССР | 11.12.1973      | сельхоз        | Комсомольский район   | [ ГС 32 ] |
| 32 | Михайловский Иван Алексеевич              | 21.04.1931 — 27.10.1977 | Бригадир колхоза «Победа» Яльчикского района Чувашской АССР | 23.06.1966      | сельхоз        | Яльчикский район      | [ ГС 33 ] |
| 33 | Михейкин Николай Яковлевич                | 25.11.1915 — 26.04.1985 | Колхозник колхоза имени Сталина Вурнарского района Чувашской АССР | 13.07.1950      | сельхоз        | Вурнарский район      | [ ГС 34 ] |
| 34 | Никитин Василий Антонович                 | 02.05.1931 — 28.01.2010 | Председатель колхоза «Гвардеец» Батыревского района Чувашской АССР | 08.04.1971      | сельхоз        | Яльчикский район      | [ ГС 35 ] |
| 35 | Никитин Семён Павлович                    | 15.02.1921 — 02.07.1968 | Токарь Канашского вагоноремонтного завода Министерства путей сообщения СССР, Чувашская АССР                                                                                       | 01.08.1959      | транспорт      | *Татарстан            | [ ГС 36 ] |
| 36 | Никифоров Иван Никифорович                | 24.01.1910 — 12.03.2003 | Учитель Вурнарской средней школы, Вурнарский район Чувашской АССР | 01.07.1968      | образование    | Красноармейский район | [ ГС 37 ] |
| 37 | Николаев Кирилл Николаевич                | 04.02.1907 — 05.08.2005 | Колхозник колхоза «Дружба» Урмарского района Чувашской АССР | 13.07.1950      | сельхоз        | Урмарский район       | [ ГС 38 ] |
| 38 | Панарина Вера Зиновьевна                  | 20.05.1930 — 24.07.2002 | Доярка совхоза «Стемасский» Алатырского района Чувашской АССР | 22.03.1966      | сельхоз        | Алатырский район      | [ ГС 39 ] |
| 39 | Панкратов Николай Иванович                | род. 18.10.1940         | Бригадир колхоза «Победа» Яльчикского района Чувашской АССР | 13.03.1981      | сельхоз        | Яльчикский район      | [ ГС 40 ] |
| 40 | Перепёлкин Илларион Евдокимович           | 1895 — 11.1969          | Бригадир колхоза «Гвардеец» Чкаловского района Чувашской АССР | 19.03.1948      | сельхоз        | Батыревский район     | [ ГС 41 ] |
| 41 | Петрова Александра Егоровна               | 15.12.1919 — 17.04.1995 | Звеньевая колхоза имени Ворошилова Яльчикского района Чувашской АССР | 19.03.1948      | сельхоз        | Яльчикский район      | [ ГС 42 ] |
| 42 | Петрова Юлия Ивановна                     | 10.05.1931 — 03.06.2019 | Ткачиха Чебоксарского хлопчатобумажного производственного объединения «Волга» Министерства лёгкой промышленности РСФСР, Чувашская АССР                                            | 09.06.1966      | легпром        | *Татарстан            | [ ГС 43 ] |
| 43 | Пронькин Иван Тимофеевич                  | 05.05.1911 — 25.06.1992 | Бригадир тракторной бригады Вурнарской МТС Чувашской АССР | 05.05.1949      | сельхоз        | Вурнарский район      | [ ГС 44 ] |
| 44 | Пупин Пётр Прокопьевич                    | 03.01.1912 — 17.07.1967 | Бригадир колхоза имени Сталина Вурнарского района Чувашской АССР | 13.07.1950      | сельхоз        | Вурнарский район      | [ ГС 45 ] |
| 45 | Рябчиков Владимир Иванович                | 04.12.1934 — 11.01.2002 | Токарь Чебоксарского производственного объединения «Промприбор» Министерства приборостроения, средств автоматизации и систем управления СССР, Чувашская АССР                      | 31.03.1981      | приборстрой    | Урмарский район       | [ ГС 46 ] |
| 46 | Саканин Иван Степанович                   | 04.03.1922 — 19.05.1998 | Колхозник колхоза имени Сталина Вурнарского района Чувашской АССР | 13.07.1950      | сельхоз        | Вурнарский район      | [ ГС 47 ] |
| 47 | Саканина Валентина Михайловна             | 19.02.1920 — 14.05.2002 | Колхозница колхоза имени Сталина Вурнарского района Чувашской АССР | 13.07.1950      | сельхоз        | Вурнарский район      | [ ГС 48 ] |
| 48 | Свеклов Василий Григорьевич               | 04.05.1927 — 01.04.1990 | Председатель колхоза «Победа» Яльчикского района Чувашской АССР | 22.03.1966      | сельхоз        | Яльчикский район      | [ ГС 49 ] |
| 49 | Смалайкин Александр Дмитриевич            | 21.02.1929 — 06.10.2006 | Председатель колхоза «Искра» Красночетайского района Чувашской АССР | 08.04.1971      | сельхоз        | Красночетайский район | [ ГС 50 ] |
| 50 | Степанов Михаил Степанович                | 27.11.1925 — 03.10.2004 | Каменщик строительного управления № 3 треста № 1, Чувашская АССР | 11.08.1966      | строительство  | Аликовский район      | [ ГС 51 ] |
| 51 | Суров Николай Семёнович                   | 20.05.1930 — 22.05.2007 | Колхозник колхоза имени Сталина Вурнарского района Чувашской АССР | 13.07.1950      | сельхоз        | Вурнарский район      | [ ГС 52 ] |
| 52 | Храмова (Попкова) Валентина Тимофеевна    | 18.06.1924 — 01.04.2006 | Колхозница колхоза имени Сталина Вурнарского района Чувашской АССР | 13.07.1950      | сельхоз        | Вурнарский район      | [ ГС 53 ] |
| 53 | Цветкова (Лаврентьева) Матрёна Дмитриевна | 07.11.1924 — 07.11.2014 | Звеньевая полеводческой бригады колхоза имени Ворошилова Яльчикского района Чувашской АССР                                                                                        | 19.03.1948      | сельхоз        | Яльчикский район      | [ ГС 54 ] |
| 54 | Черников Сергей Игнатьевич                | 07.06.1925 — 23.05.1992 | Машинист локомотивного депо Канаш Казанской железной дороги, Чувашская АССР | 01.08.1959      | транспорт      | *Орловская область    | [ ГС 55 ] |
| 55 | Чулков Василий Михайлович                 | 13.02.1929 — 04.01.1994 | Бригадир колхоза имени Героя Советского Союза Н. Г. Безрукова Порецкого района Чувашской АССР                                                                                     | 08.04.1971      | сельхоз        | Порецкий район        | [ ГС 56 ] |
| 56 | Шевницын Леонид Сергеевич                 | 07.10.1931 — 21.02.2014 | Директор Чебоксарского производственного объединения «Химпром» Министерства химической промышленности СССР, Чувашская АССР                                                        | 28.09.1981      | химпром        | *Вологодская область  | [ ГС 57 ] |
| 57 | Шордеев Антон Григорьевич                 | 02.08.1931 — 09.09.1990 | Председатель колхоза «Трудовик» Ибресинского района Чувашской АССР | 11.12.1973      | сельхоз        | Ибресинский район     | [ ГС 58 ] |
| 58 | Шорков Павел Григорьевич                  | 10.12.1902 — 03.01.1977 | Бригадир совхоза «Волга» Козловского района Чувашской АССР | 30.04.1966      | сельхоз        | Козловский район      | [ ГС 59 ] |
| 59 | Ястребова Антонина Михайловна             | 28.09.1925 — 10.08.2005 | Агроном совхоза «Стемасский» Алатырского района Чувашской АССР | 30.04.1966      | сельхоз        | *Краснодарский край   | [ ГС 60 ] |

## Уроженцы Чувашии, удостоенные звания Героя Социалистического Труда в других регионах СССР
| №  | Фамилия, имя, отчество                 | Даты жизни              | Деятельность | Дата присвоения | Отрасль        | Место рождения            | ГС        |
| -- | -------------------------------------- | ----------------------- | --- | --------------- | -------------- | ------------------------- | --------- |
| 1  | Ардин Владимир Иванович                | 17.01.1928 — 21.10.2017 | Машинист комбайна шахты «Объединённая» треста «Забайкалуголь» комбината «Востсибуголь» Министерства угольной промышленности СССР, Читинская область                                                         | 29.06.1966      | углепром       | Порецкий район            | [ ГС 1 ]  |
| 2  | Базенков Николай Ильич                 | 17.04.1901 — 13.04.1973 | Заместитель генерального конструктора Опытно-конструкторского бюро № 156 Министерства авиационной промышленности СССР, гор. Москва                                                                          | 12.07.1957      | машиностроение | Алатырский район          | [ ГС 2 ]  |
| 3  | Белов Николай Семёнович                | 25.04.1908 — 1972       | Управляющий Кузбасским районным энергетическим управлением Министерства энергетики и электрификации СССР, гор. Кемерово                                                                                     | 04.10.1966      | энергетика     | Мариинско-Посадский район | [ ГС 3 ]  |
| 4  | Блаженов Виктор Григорьевич            | 04.09.1916 — 25.08.1989 | Старший машинист локомотивного депо Москва-Сортировочная Московско-Рязанской железной дороги, гор. Москва                                                                                                   | 01.08.1959      | транспорт      | Алатырский район          | [ ГС 4 ]  |
| 5  | Гаврилов Николай Емельянович           | 02.01.1929 — 23.07.2005 | Бригадир комплексной бригады передвижной механизированной колонны № 16 общестроительного треста № 18 «Ленуниверситетстрой» Главленинградстроя исполкома Ленинградского городского Совета народных депутатов | 07.05.1982      | строительство  | Урмарский район           | [ ГС 5 ]  |
| 6  | Григорьев Алексей Григорьевич          | 08.12.1921 — 19.06.1974 | Слесарь комбината № 815 Министерства среднего машиностроения СССР, Красноярский край | 07.03.1962      | атомпром       | Канашский район           | [ ГС 6 ]  |
| 7  | Григорьева Дарья Никитична             | 04.03.1913 — 19.02.2001 | Доярка совхоза «Хромцово» Белоярского района Свердловской области | 22.03.1966      | сельхоз        | Красночетайский район     | [ ГС 7 ]  |
| 8  | Иванов Семён Герасимович               | 1903 — ????             | Директор Бай-Хакской МТС Тандинского района Тувинской автономной области | 10.06.1949      | сельхоз        | Канашский район           | [ ГС 8 ]  |
| 9  | Ирбицкий Леонид Акимович               | 19.08.1922 — 21.05.1965 | Тракторист молочного совхоза «Июсский» Орджоникидзевского района Хакасской автономной области | 08.03.1949      | сельхоз        | Мариинско-Посадский район | [ ГС 9 ]  |
| 10 | Крылов Алексей Николаевич              | 15.08.1863 — 26.10.1945 | Член комиссии по научно-техническим военно-морским вопросам Академии наук СССР, академик АН СССР, гор. Ленинград                                                                                            | 13.07.1943      | наука          | Порецкий район            | [ ГС 10 ] |
| 11 | Патрин Геннадий Васильевич             | род. 30.10.1930         | Бригадир экскаваторщиков Чарджоуского ремонтно-строительного управления треста «Туркменремводстрой» Министерства мелиорации и водного хозяйства Туркменской ССР                                             | 30.04.1966      | мелиоводхоз    | Алатырский район          | [ ГС 11 ] |
| 12 | Петрова (Васильева) Клавдия Васильевна | род. 17.10.1927         | Доярка племенного молочного совхоза «Караваево» Министерства совхозов СССР, Костромской район Костромской области                                                                                           | 12.07.1949      | сельхоз        | Урмарский район           | [ ГС 12 ] |
| 13 | Пономарёв Валериан Корнельевич         | 07.08.1898 — 18.07.1955 | Начальник Центрального конструкторского бюро № 22 Народного комиссариата оборонной промышленности СССР, генерал-майор инженерно-артиллерийской службы, гор. Ленинград                                       | 16.09.1945      | оборонпром     | Ядринский район           | [ ГС 13 ] |
| 14 | Прокопьев Поликарп Петрович            | 17.03.1925 — 24.01.1997 | Председатель колхоза «Большевик» Нижнетавдинского района Тюменской области | 08.04.1971      | сельхоз        | Моргаушский район         | [ ГС 14 ] |
| 15 | Сатушкин Сергей Фёдорович              | 04.10.1927 — 25.05.2001 | Бригадир плотников строительного треста № 1 Министерства промышленного строительства СССР, гор. Березники Пермской области                                                                                  | 05.04.1971      | строительство  | Порецкий район            | [ ГС 15 ] |
| 16 | Степанов Василий Степанович            | 24.02.1897 — 05.09.1973 | Директор совхоза «Красивинский» Есильского района Акмолинской области | 11.01.1957      | сельхоз        | Урмарский район           | [ ГС 16 ] |
| 17 | Суслов Геннадий Васильевич             | 01.03.1937 — 29.06.2009 | Бригадир укрупнённой комплексной бригады докеров-механизаторов Новороссийского морского торгового порта Министерства морского флота СССР, Краснодарский край                                                | 01.07.1982      | транспорт      | Порецкий район            | [ ГС 17 ] |
| 18 | Фёдорова Ольга Фёдоровна               | 07.09.1929 — 04.05.2015 | Доярка колхоза «Волжанин» Воротынского района Горьковской области | 22.03.1966      | сельхоз        | Моргаушский район         | [ ГС 18 ] |

## Лица, лишённые звания Героя Социалистического Труда
| № | Фамилия, имя, отчество  | Даты жизни              | Деятельность                                              | Дата присвоения | Дата лишения | Отрасль            | ГС       |
| - | ----------------------- | ----------------------- | --------------------------------------------------------- | --------------- | ------------ | ------------------ | -------- |
| 1 | Салкин Василий Егорович | 27.04.1914 — 19.02.1974 | Бригадир тракторной бригады Яльчикской МТС Чувашской АССР | 19.03.1948      | 03.01.1957   | сельское хозяйство | [ ГС 1 ] |